# Guatteria ovalifolia
Guatteria ovalifolia é uma espécie de magnólia. Foi descrito pela primeira vez por Robert Elias Fries .  Guatteria ovalifolia pertence ao gênero Guatteria, e família Annonaceae.
Este tipo de planta pode ser encontrado em:
- Guiana
- Colômbia
- Venezuela

Não existe esse tipo listado.